# Ga Đài Bắc

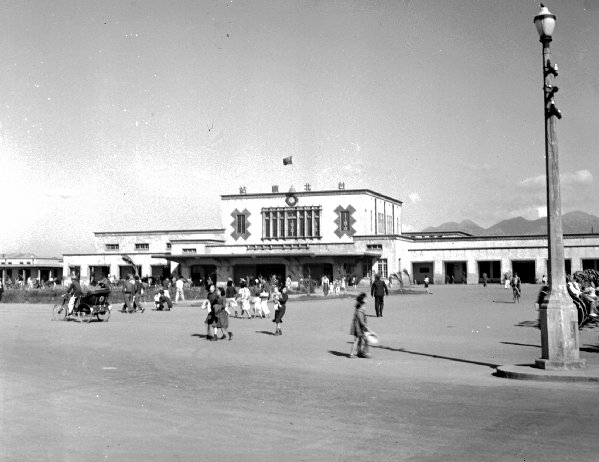
Ga Đài Bắc cũ vào năm 1948.

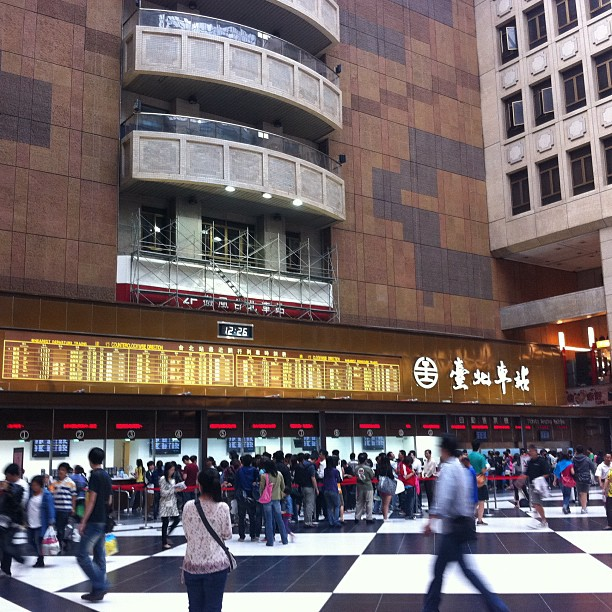
Sảnh ga Đài Bắc

Ga Đài Bắc (tiếng Trung: 台北車站; bính âm: Táiběi chēzhàn) là ga đường sắt và tàu điện ngầm ở Đài Bắc, Đài Loan. Nó được phục vụ bởi Đường sắt cao tốc Đài Loan, Cục Đường sắt Đài Loan và Tàu điện ngầm Đài Bắc. Nó cũng được kết nối thông qua các lối đi ngầm đến ga cuối của sân bay Đào Viên MRT và trạm xe buýt Đài Bắc. Năm 2017, đây là ga bận rộn nhất trên cả ba hệ thống đường sắt, với tổng số 190 triệu lối vào và lối ra.

## Bố trí nền tảng

### TRA và THSR
| 1 2 | 1A 1B | ■ Đường sắt cao tốc Đài Loan (hướng Nam) | Hướng đi Bản Kiều, Đào Viên, Đài Trung, Tả Doanh                       |
| 3 4 | 2A 2B | ■ Đường sắt cao tốc Đài Loan (hướng Bắc) | Hướng đi Nam Cảng                                                      |
| 5   | N/A   | ■ Dịch vụ đi ngang qua                   | Tàu không dừng tại đây                                                 |
| 6 7 | 3A 3B | ■ Tuyến Bờ Tây (hướng Nam)               | Hướng đi Bản Kiều, Tân Trúc, Đài Trung, Gia Nghĩa, Cao Hùng, Bình Đông |
| 6 7 | 3A 3B | ■ Tuyến Bờ Tây (hướng Bắc)               | Hướng đi Bản Kiều, Thụ Lâm                                             |
| 8 9 | 4A 4B | ■ Tuyến Bờ Tây (hướng Bắc)               | Hướng đi Tùng Sơn, Tịch Chỉ, Thất Đổ, Cơ Long                          |
| 8 9 | 4A 4B | ■ Tuyến Bờ Tây (hướng Nam)               | Hướng đi Nghi Lan, Hoa Liên, Đài Đông, Cao Hùng                        |

### Tàu điện ngầm Đài Bắc

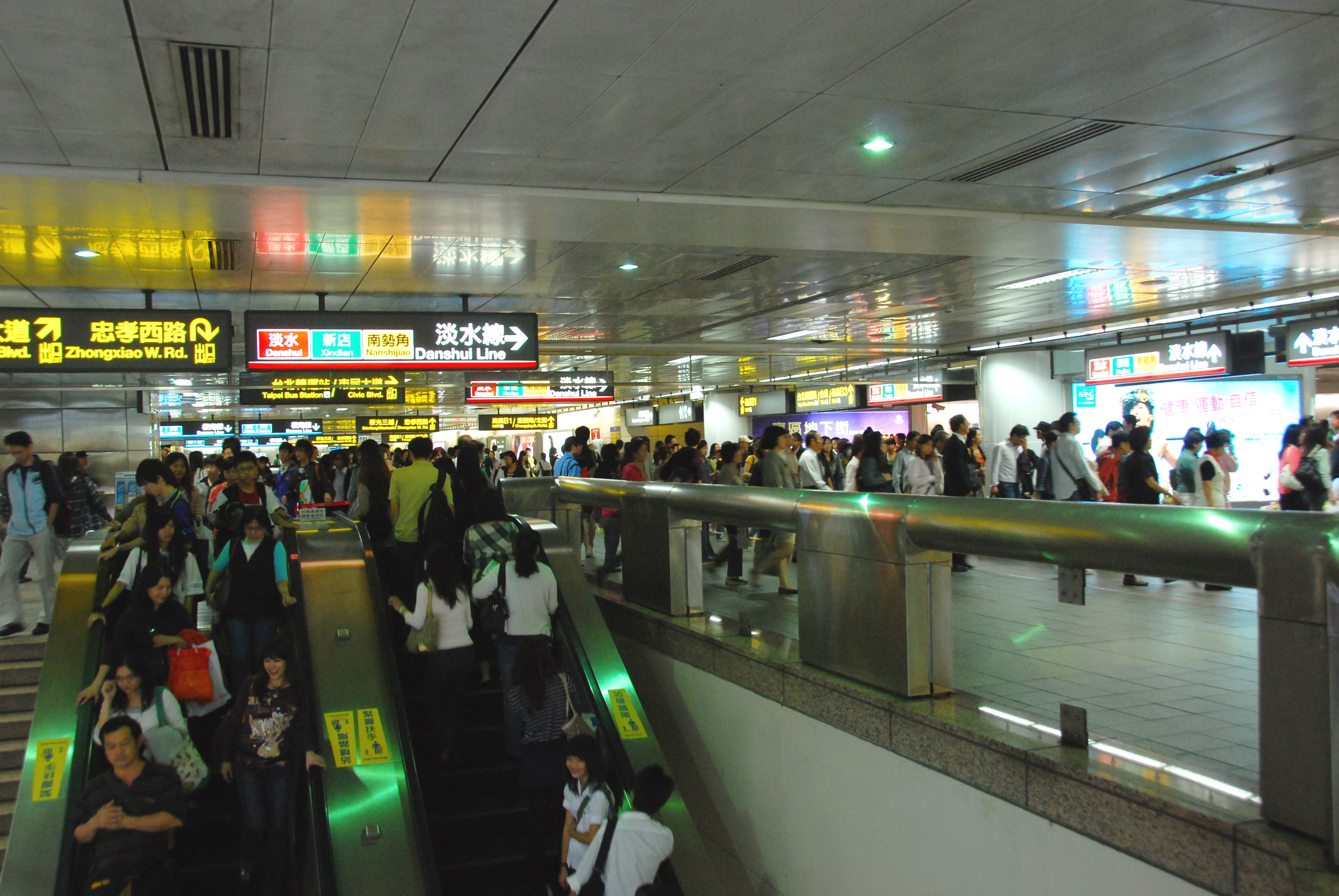
Tàu điện ngầm ga Đài Bắc

| 1 | ■ Tuyến Đỏ (hướng Bắc)                 | Hướng đi Đạm Thủy                             |
| 1 | ■ Tuyến Đỏ (hướng Bắc)                 | Hướng đi Bắc Đầu                              |
| 2 | ■ Tuyến Đạm Thủy-Tín Nghĩa (hướng Nam) | Hướng đi núi Tượng                            |
| 2 | ■ Tuyến Đạm Thủy-Tín Nghĩa (hướng Nam) | Hướng đi Đại An                               |
| 3 | ■ Tuyến xanh dương (hướng Đông)        | Hướng đi trung tâm Triển lãm Nam Cảng Đài Bắc |
| 3 | ■ Tuyến xanh dương (hướng Đông)        | Hướng đi Côn Dương                            |
| 4 | ■ Tuyến Bản Nam (hướng Tây)            | Hướng đi Far Eastern Hospital                 |
| 4 | ■ Tuyến Bản Nam (hướng Tây)            | Hướng đi Đỉnh Bộ                              |

## Bố trí ga

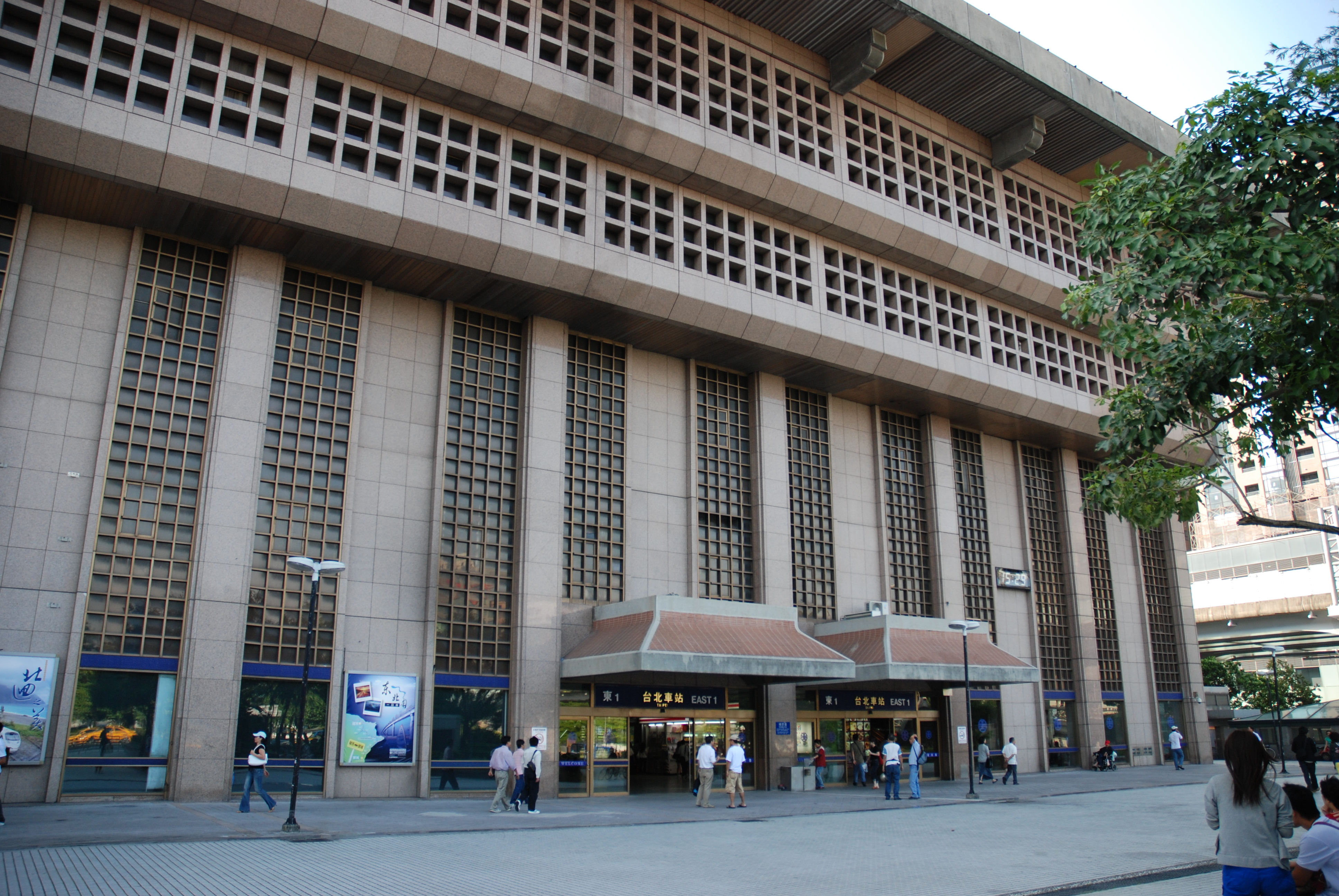
Phía trước ga TRA

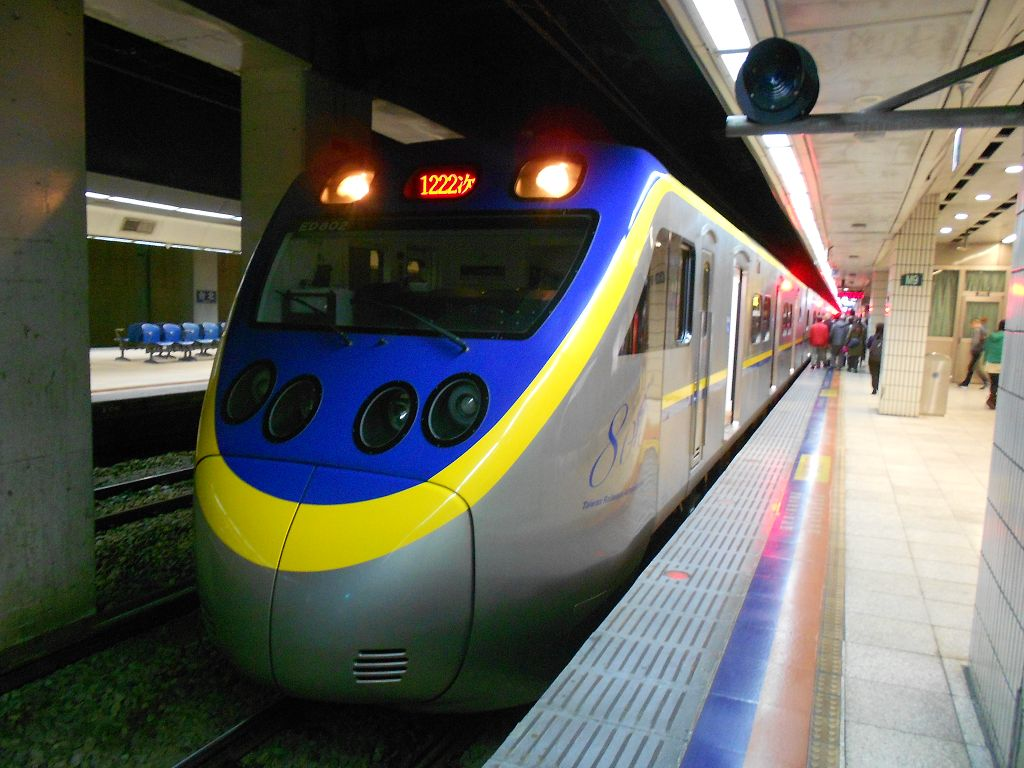
Một trong những ke ga dưới lòng đất của TRA

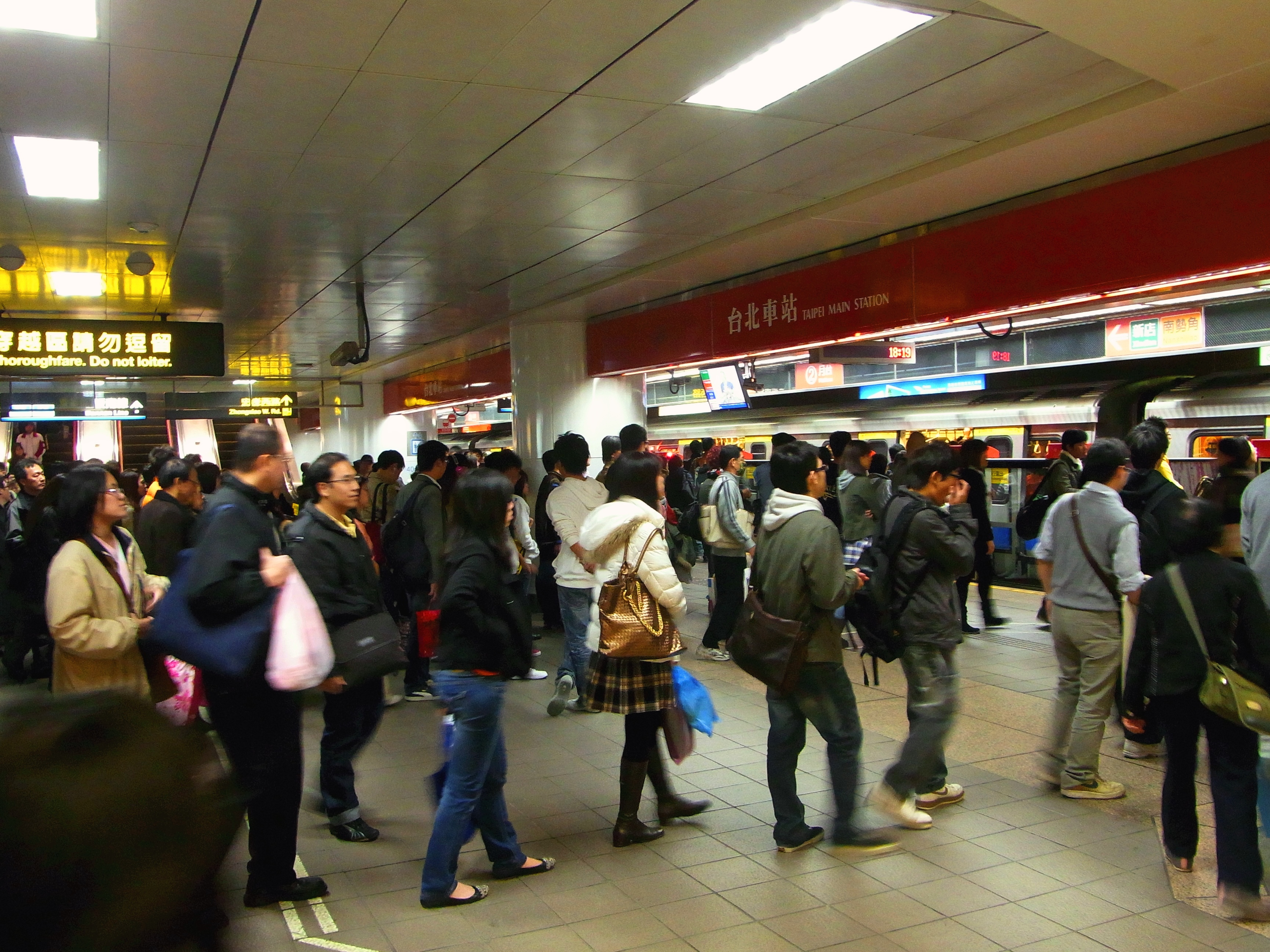
Sân ga của Tàu điện ngầm tuyến Đỏ

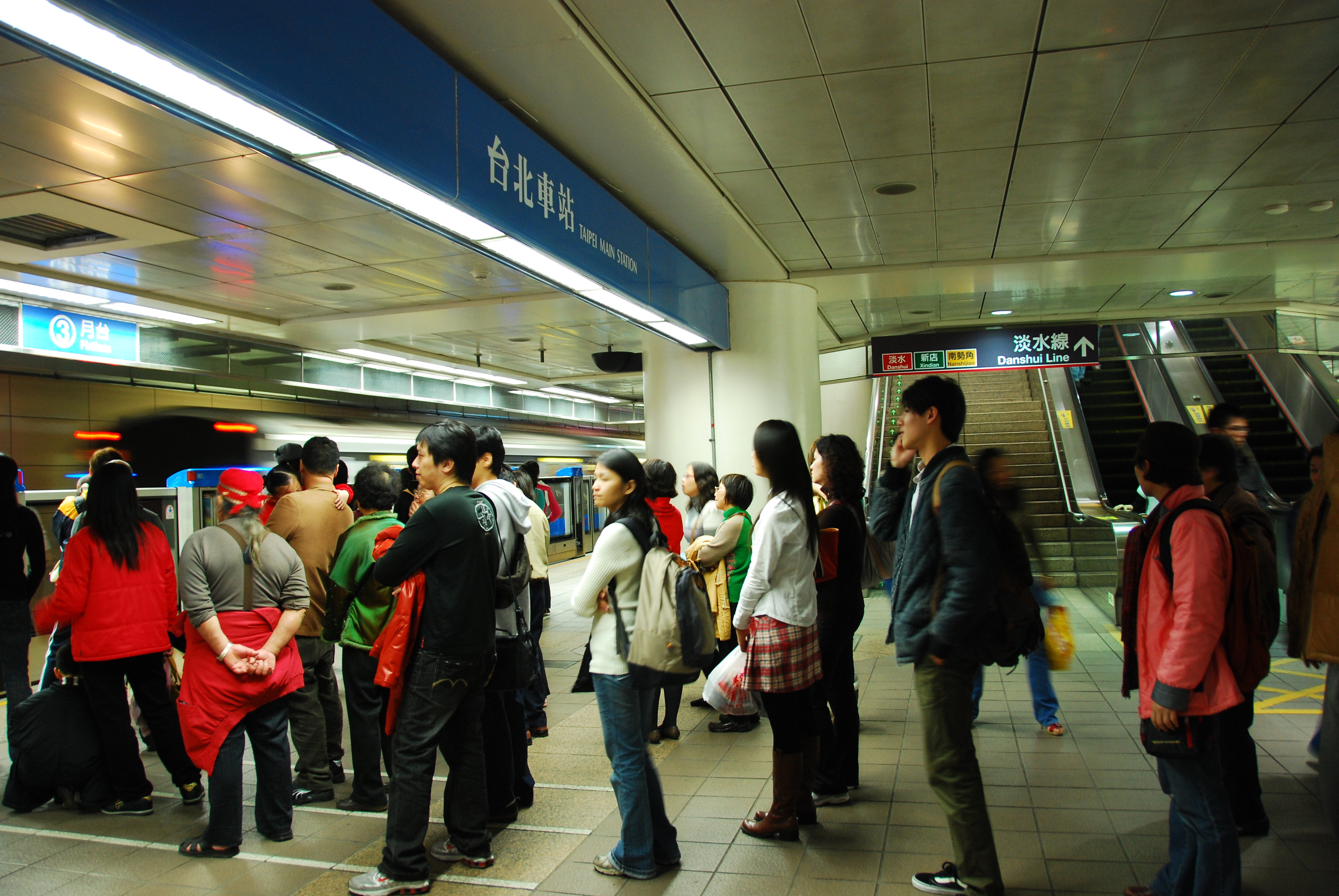
Sân ga của tàu điện ngầm tuyến xanh dương

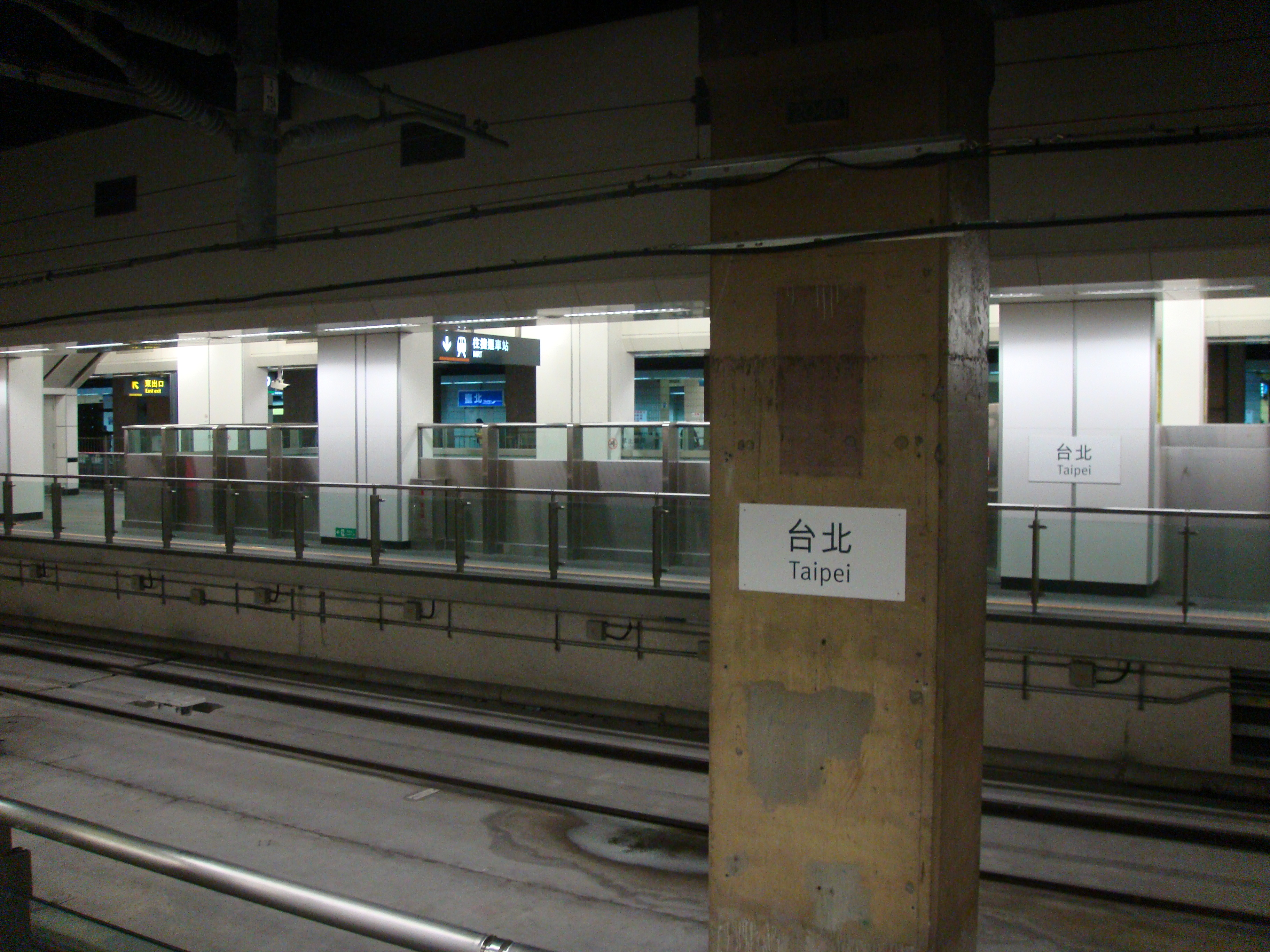
Đường ray của THSR

| 6F ｜ 3F | Văn phòng Cục Đường sắt Đài Loan                 | Cục Đường sắt Đài Loan, Trung tâm kiểm soát lịch trình Phòng nhân viên TRA YMCA, công ty tư nhân khác (thuê) Phòng họp TRA                                                                         |
| 2F       | Khu vực mua sắm                                  | Ga Đài Bắc Breeze Center, Khu đồ ăn (Thang máy tại phía Đông lối thoát 2) |
| 2F       | Khu vực mua sắm                                  | Nhà vệ sinh |
| L1       | Đường                                            | Lối vào/lối thoát Bán vé TRA/THSR, máy bán vé tự động, quầy du lịch Văn phòng thông tin TRA, văn phòng quản lý ga TRA, cảnh sát đường sắt quầy thông tin TRA, cảnh sát THSR, cảnh sát quân sự THSR |
| L1       | Đường                                            | Lối vào/lối thoát TRA, Bảo vệ |
| L1       | Văn phòng gửi hành lý TRA                        | Trung tâm bưu kiện TRA (Cấu trúc riêng biệt) |
| L1       | Cục điều hành THSR                               | Văn phòng |
| B1       | Hành lang                                        | Bán vé THSR, bán vé tự động TRA/THSR, vé cổng, khu vực chờ Nhà vệ sinh |
| B1       | Hành lang                                        | Bãi đỗ xe, dịch vụ vận tải quân sự |
| B1       | Hành lang                                        | Kết nối với B1 của Tàu điện ngầm Đài Bắc |
| B1       | Lối đi ngầm                                      | Zhongshan Metro Mall, Taipei Underground Market, Eslite Taipei Station, nhà vệ sinh |
| B1       | Lối đi ngầm                                      | Kết nói với B1 của TRA/THSR, trạm xe buýt Đài Bắc |
| B2       | Hành lang tàu điện ngầm                          | Quầy thông tin, soát vé, nhà vệ sinh (Bên trong khu vực soát vé) Khu vực chuyển đổi Tuyến Đỏ, Tuyến xanh dương, thang cuốn đến sân ga                                                              |
| B2       | Văn phòng tàu điện ngầm (Cấu trúc riêng biệt)    | Phòng họp của Trung tâm điều khiển tàu điện ngầm |
| 2A       | Khuc vực điều khiển TRA                          | Phòng kiểm soát TRA, Trung tâm giám sát nhà ga trung tâm |
| 2B       | Sân ga 1A                                        | THSR hướng đi Tả Doanh (Bản Kiều) |
| 2B       | Ke ga                                            | |
| 2B       | Sân ga 1B                                        | THSR hướng đi Tả Doanh (Bản Kiều) |
| 2B       | Sân ga 2A                                        | THSR hướng đi Nam Cảng |
| 2B       | Ke ga                                            | |
| 2B       | Sân ga 2B                                        | THSR hướng đi Nam Cảng |
| 2B       | Đường ray thứ 5                                  | Tuyến Bờ Tây không dừng tại đây |
| 2B       | Sân ga 3A                                        | Tuyến Bờ Tây hướng đi Đài Trung, Cao Hùng (Vạn Hóa) |
| 2B       | Ke ga                                            | |
| 2B       | Sân ga 3B                                        | Tuyến Bờ Tây hướng đi Thụ Lâm (Vạn Hóa) |
| 2B       | Sân ga 4A                                        | Tuyến Bờ Tây hướng đi Cơ Long (Tùng Sơn) |
| 2B       | Ke ga                                            | |
| 2B       | Sân ga 4B                                        | Tuyến Bờ Tây hướng đi Nghi Lan, Hoa Liên, Đài Đông (Tùng Sơn) |
| 2B       | Văn phòng TRA                                    | Phòng huấn luyện nhân viên |
| 2C       | Thiết bị máy móc                                 | Thiết bị máy móc |
| B3       | Phòng chờ (Chuyển đến tàu điện ngầm Lối vào TRA) | Bán vé TRA/THSR, bán vé tự động, soát vé Thang cuốn đến B2 - sân ga TRA/THSR |
| B3       | Phòng chờ (Chuyển đến tàu điện ngầm Lối vào TRA) | Soát vé, quầy thông tin, đồ thất lạc, triển lãm Nhà vệ sinh (bên trong và ngoài khu vực soát vé), Máy rút vé tự động Giá vé một chiều                                                              |
| B3       | Sân ga 3                                         | ← Tuyến Bản Nam hướng đi Trung tâm Triển lãm Nam Cảng Đài Bắc (BL13 Đền Thiện Đạo) |
| B3       | Ke ga, cửa sẽ mở bên trái                        | |
| B3       | Sân ga 4                                         | → Tuyến Bản Nam hướng đi Đỉnh Bộ / Far Eastern Hospital (BL11 Tây Môn) → |
| B3       | Trung tâm quản lý (Cấu trúc riêng biệt)          | Trung tâm điều khiển giao thông công suất cao |
| B4       | Sân ga 1                                         | ← Tuyến Đạm Thủy-Tín Nghĩa hướng đi Đạm Thủy / Bắc Đầu (R11 Trung Sơn) |
| B4       | Ke ga, cửa sẽ mở bên trái                        | |
| B4       | Sân ga 2                                         | → Tuyến Đạm Thủy-Tín Nghĩa hướng đi Núi Tượng / Đại An (R09 Bệnh viện NTU) → |

## Liên kết
- Trang chủ chính thức ga Đài Bắc Lưu trữ ngày 28 tháng 10 năm 2014 tại Wayback Machine
- Trang chủ chính thức Cục Đường sắt Đài Loan Lưu trữ ngày 6 tháng 2 năm 2019 tại Wayback Machine